# جایکول
جایکول (به لاتین: Jaykul) یک روستا در بنگلادش است که در استان باریسال و در ناحیه پیروج‌پور واقع شده است.